# Hell (cráter)

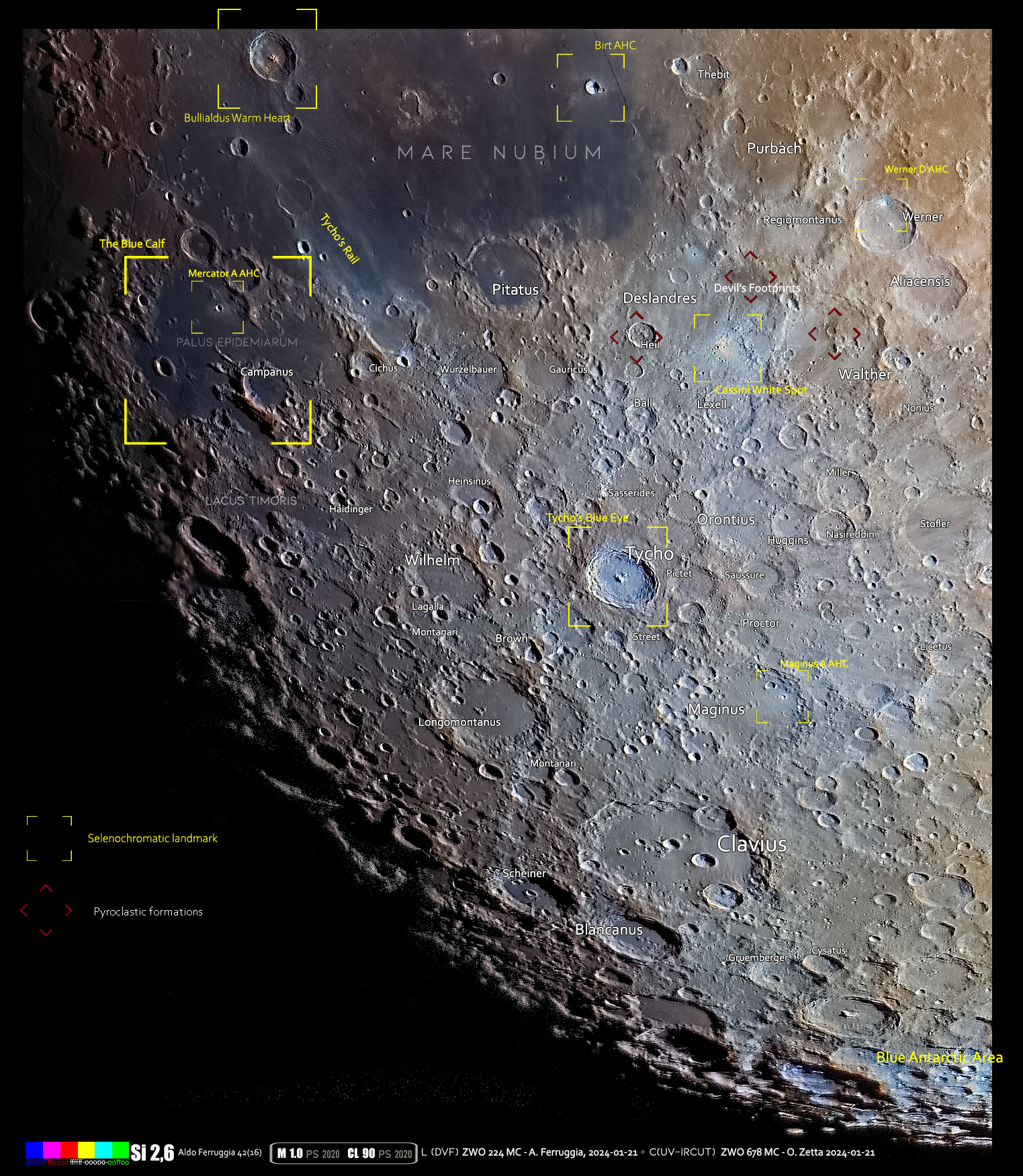
Área del cráter en formato selenocromático

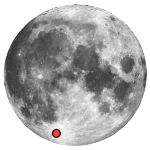
Localización sobre el globo lunar

Hell es un cráter de impacto situado en el sur de la cara visible de la Luna, dentro de la mitad occidental de la enorme planicie amurallada del cráter Deslandres. Al sureste, también dentro de Deslandres, se halla el cráter más grande Lexell, y cerca de 9° al sur aparece el prominente cráter Tycho.
|  |

Hell es bastante circular, pero presenta una protuberancia hacia fuera a lo largo del borde occidental. El piso interior es laminado y desigual, con varias colinas y un pico central de aproximadamente 1 km de altura. El borde afilado no es erosionado significativamente, y tiene una pared interna estrecha; Es 2-3 veces más alto en el noroeste que en el este donde sube cerca de 820 metros.
El cráter principal recibió su nombre en 1935, en memoria del astrónomo y sacerdote jesuita húngaro Maximilian Hell. (1720-1792). El nombre fue utilizado por primera vez por Johann Hieronymus Schröter para toda la llanura, que actualmente se conoce como Deslandres, pero Mädler se lo reasignó al cráter.
Fue reconocido oficialmente en 1935 por Mary Adela Blagg y Karl Müller en la primera versión oficial de la Nomenclatura Oficial de la UAI de los elementos lunares.

## Cráteres satélite
Hell posee 19 cráteres satélite, con diámetros comprendidos entre 3 y 22 km. Casi todos son relativamente planos y poco profundos, con un borde afilado y bien definido, y con una relación diámetro/profundidad típica de alrededor de 10/1.
|      | \| Hell \| Coordenadas \| Diámetro \| \| ---- \| ------------------------------ \| -------- \| \| A \| 33°55′S 8°31′O / -33.91, -8.51 \| 20.3 km \| \| B \| 30°02′S 5°52′O / -30.04, -5.87 \| 21.55 km \| \| C \| 34°07′S 6°35′O / -34.11, -6.59 \| 13.96 km \| \| E \| 34°38′S 6°35′O / -34.64, -6.59 \| 9.32 km \| \| H \| 31°45′S 3°54′O / -31.75, -3.9 \| 4.87 km \| \| J \| 29°42′S 6°58′O / -29.7, -6.96 \| 5.19 km \| \| K \| 34°07′S 5°24′O / -34.11, -5.4 \| 4.82 km \| \| L \| 30°41′S 4°47′O / -30.68, -4.79 \| 5.33 km \| \| M \| 30°22′S 4°49′O / -30.36, -4.82 \| 8.15 km \| \| N \| 30°04′S 5°04′O / -30.07, -5.07 \| 3.45 km \| \| P \| 32°34′S 5°51′O / -32.56, -5.85 \| 3.42 km \| \| Q \| 33°00′S 4°33′O / -33.0, -4.55 \| 3.75 km \| \| R \| 32°44′S 6°40′O / -32.73, -6.66 \| 3.02 km \| \| S \| 33°32′S 6°22′O / -33.54, -6.36 \| 3.73 km \| \| T \| 33°43′S 7°08′O / -33.71, -7.13 \| 5.12 km \| \| U \| 33°25′S 9°17′O / -33.42, -9.28 \| 4.21 km \| \| V \| 32°49′S 8°53′O / -32.82, -8.88 \| 7.16 km \| \| W \| 32°32′S 8°44′O / -32.54, -8.73 \| 7.87 km \| \| X \| 31°59′S 9°16′O / -31.98, -9.27 \| 4.23 km \| |          |
| Hell | Coordenadas | Diámetro |
| A    | 33°55′S 8°31′O / -33.91, -8.51 | 20.3 km  |
| B    | 30°02′S 5°52′O / -30.04, -5.87 | 21.55 km |
| C    | 34°07′S 6°35′O / -34.11, -6.59 | 13.96 km |
| E    | 34°38′S 6°35′O / -34.64, -6.59 | 9.32 km  |
| H    | 31°45′S 3°54′O / -31.75, -3.9 | 4.87 km  |
| J    | 29°42′S 6°58′O / -29.7, -6.96 | 5.19 km  |
| K    | 34°07′S 5°24′O / -34.11, -5.4 | 4.82 km  |
| L    | 30°41′S 4°47′O / -30.68, -4.79 | 5.33 km  |
| M    | 30°22′S 4°49′O / -30.36, -4.82 | 8.15 km  |
| N    | 30°04′S 5°04′O / -30.07, -5.07 | 3.45 km  |
| P    | 32°34′S 5°51′O / -32.56, -5.85 | 3.42 km  |
| Q    | 33°00′S 4°33′O / -33.0, -4.55 | 3.75 km  |
| R    | 32°44′S 6°40′O / -32.73, -6.66 | 3.02 km  |
| S    | 33°32′S 6°22′O / -33.54, -6.36 | 3.73 km  |
| T    | 33°43′S 7°08′O / -33.71, -7.13 | 5.12 km  |
| U    | 33°25′S 9°17′O / -33.42, -9.28 | 4.21 km  |
| V    | 32°49′S 8°53′O / -32.82, -8.88 | 7.16 km  |
| W    | 32°32′S 8°44′O / -32.54, -8.73 | 7.87 km  |
| X    | 31°59′S 9°16′O / -31.98, -9.27 | 4.23 km  |

Mientras que muchos de ellos se describieron en el siglo XIX, su nombramiento fue reconocido oficialmente por la IAU solo en 2006. Son etiquetados con letras latinas mayúsculas, de acuerdo con el criterio ususal establecido en los años 1820 por el selenógrafo Johann Heinrich von Mädler. Sin embargo, su orden no es sistemático, ya sea en función del diámetro, de la distancia al cráter central o del ángulo azimutal, como se acordó para algunos otros cráteres lunares. Su forma es similar a la del cráter principal, con el fondo casi plano, forma prácticamente redonda y un borde afilado. Los cráteres satélite Hell A, B y C -los más grandes- presentan alguna irregularidad en el borde de cada cráter, orientadas hacia el suroeste, el noroeste y el sur respectivamente. 
Mientras que la mayoría de los cráteres satélite de Hell están separados unos de otros, Hell L y M se fusionan en una forma alargada. El borde es más bien difuso en Hell T, V y W, y podría haber sido suavizado por las eyecciones del cráter principal. Las letras I y O se han omitido en la nomenclatura moderna para mantener el número de símbolos disponibles en 24, que es igual al número de sectores azimutales (sistema de 24 horas del reloj). Sin embargo, la razón para carecer de Hell D, F, y G es incierta. Hell Q tiene dos sub-satélites, numerados 7 y 8. Estos tres cráteres, todos de tamaño similar, se citan a veces como Q, QA y QB, pero solo uno fue reconocido por la IAU en 2006, siendo denominado Hell Q. Es un cráter relativamente reciente con una edad estimada menor que la de Tycho, que se sabe algo más reciente que los 108 millones de años de antigüedad.
Hell B fue conocido previamente como Schupmann y Hell Q como el Punto brillante de Cassini.